# 5177 Hugowolf
Az 5177 Hugowolf (ideiglenes jelöléssel 1989 AY6) a Naprendszer kisbolygóövében található aszteroida. Freimut Börngen fedezte fel 1989. január 10-én.